# الكوابيس الصغيرة 3
ليتل نايتميرز 3 أو الكوابيس الصغيرة 3 (بالإنجليزية: Little Nightmares III)، هي لعبة فيديو رعب البقاء وألغاز، تم تطوير اللعبة من قبل تارسير ستوديوز السويدية، ونشرها بانداي نامكو إنترتينمنت اليابانية، وهي الجزء الثالث من سلسلة ليتل نايتميرز، ومن المقرر صدور اللعبة في سنة 2025، حيث تدعم اللعبة اللغة العربية.

## تطوير اللعبة
في عام 2021، أكدت تارسير ستوديوز أن لعبة الكوابيس الصغيرة 2 ستكون آخر إصداراتها في الأسواق، وذلك بعد استحواذ مجموعة امبريسر السويدية عليها في شهر ديسمبر 2019، وبما أن حقوق الفكرية للعبة الكوابيس الصغيرة، والتي تعود مليكتها لشركة بانداي نامكو إنترتينمنت اليابانية، فإن الناشر الياباني يعتزم مواصلة السلسلة من دون ستوديو التطوير السويدي "تارسير".
في شهر أغسطس 2023، تم الكشف عن لعبة الكوابيس الصغيرة 3، وذلك في حفل افتتاح غيمز كوم لايف، مع الإصدار الأولية للعبة عام 2024، وعلى عكس اللعبتين السابقتين والتي طورها ستوديوهات تارسير السويدية، كان لدى ستوديو سوبرماسيف غيمز البريطانية خبرة سابقة لتطوير إصدارات سلسلة الكوابيس الصغيرة المحسنة لجهازي بلاي ستيشن 5 وإكس بوكس سيرياس إكس وإس، وفي شهر مايو 2024 تم تأجيل إصدار اللعبة إلى عام 2025، وسيتم إصدار اللعبة بتاريخ 10 أكتوبر 2025.
تم الإعلان أيضًا عن سلسلة بودكاست مرتبطة بعنوان "أصوات الكوابيس"، وتم إصدار أول حلقتين منها على قناة بانداي نامكو أوروبا على اليوتيوب بتاريخ في 22 أغسطس.